# Марквард фон Золмс
Марквард фон Золмс (на немски: Marquard, Graf von Solms; † 1141) е граф на Золмс.
Той е баща на граф Хайнрих фон Золмс († 1213) и дядо на Хайнрих I фон Золмс († 1260).